# Ivo Viktor
Ivo Viktor (Křelov, 21 mei 1942) is een voormalig Tsjecho-Slowaaks doelman en voetbaltrainer. Viktor wordt beschouwd als een van de beste keepers uit de jaren 70 van de twintigste eeuw. Hij was in 1976 een van de sterkhouders van het Tsjecho-Slowaakse elftal dat Europees kampioen werd. Het leverde hem in hetzelfde jaar een derde klassering op bij de verkiezing van de Europees voetballer van het jaar.

## Carrière
Viktor begon zijn carrière als doelman bij Železárny Prostějov, RH Brno en Spartak Brno ZJŠ waar hij telkens maar kort onder contract stond. In 1963 verhuisde hij naar AS Dukla Praag. Bij Dukla bleef Viktor 13 seizoenen tussen de palen staan en won hij drie landskampioenschappen en drie nationale bekers. Viktor werd gedurende zijn carrière vijf maal verkozen tot de beste voetballer van het jaar en groeide daarmee uit tot een levende legende in Tsjecho-Slowakije. Hij zette hiermee een record dat pas verbroken werd in 2012, toen Chelsea-doelman Petr Čech hem aftroefde met zes uitverkiezingen.
In 1976 bereikte Viktor met het Tsjecho-Slowaakse elftal de finale van het EK voetbal. Daarin versloegen de Oost-Europeanen verrassend de regerend wereldkampioen West-Duitsland na strafschoppen. Viktor werd nadien verkozen tot de beste doelman van het toernooi.
In 1977 beëindigde Viktor op 35-jarige leeftijd zijn carrière wegens chronische heupklachten.

## Erelijst
Met AS Dukla Praag:
- 1. Liga: 1964, 1966, 1977
- Československý Pohár: 1965, 1966, 1969

Met Tsjecho-Slowakije:
- Europees kampioen: 1976

Individuele prijzen:
- Tsjecho-Slowaaks voetballer van het jaar: 1968, 1972, 1973, 1975, 1976
- EK team van het toernooi: 1976